# 澤村愛策
澤村 愛策（沢村 愛策、さわむら あいさく、生没年不詳）は、日本の実業家。奈良ホテル元支配人、日本聖公会のクリスチャン。

## 人物・経歴
立教大学に入学し、1924年（大正13年）、同大学商科（現・経済学部、経営学部）を卒業。
奈良ホテルに入社。のちに同ホテル支配人を務める。
1951年（昭和26年）には立教大学同窓会（現・立教大学校友会）の奈良地方支部長を務めた。
日本聖公会のクリスチャンで、洗礼名はローレンス

## 主な著作
- 『日本文化講座 旅客接待方法及注意／都市東京』日本文化講座 第19輯 澤村愛策述 清水照男述 帝國教育會第七回世界教育會議日本事務局 1937年9月